# Cheat Lake
Cheat Lake – jednostka osadnicza w Stanach Zjednoczonych, w stanie Wirginia Zachodnia, w hrabstwie Monongalia.